# William A. Steiger

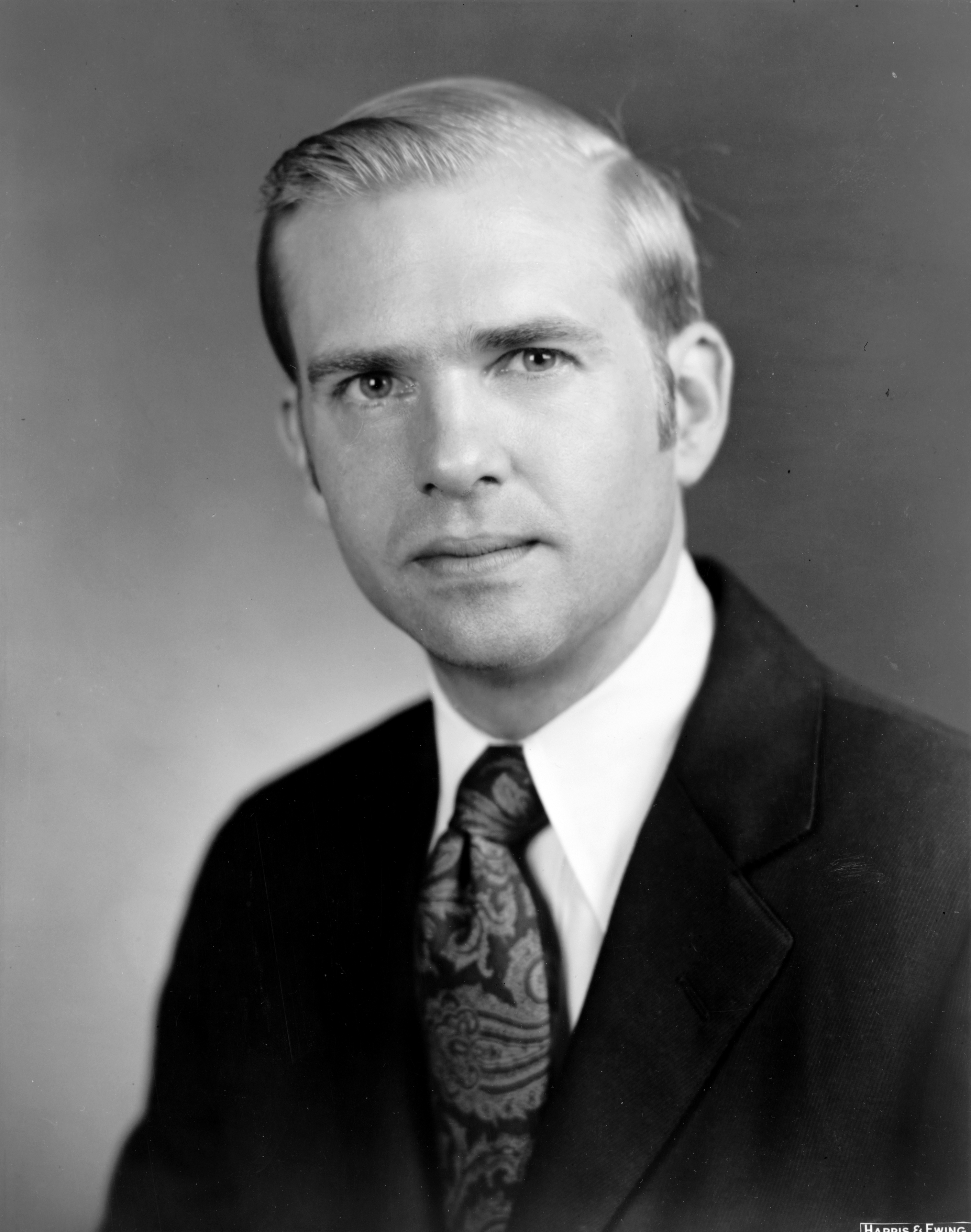
William A. Steiger, um 1972

William Albert „Bill“ Steiger (* 15. Mai 1938 in Oshkosh, Wisconsin; † 4. Dezember 1978 in Washington, D.C.) war ein US-amerikanischer Politiker. Zwischen 1967 und 1978 vertrat er den Bundesstaat Wisconsin im US-Repräsentantenhaus.

## Werdegang
William Steiger besuchte die Rose C. Swart Campus School und danach die Oshkosh High School. Bis 1960 studierte er an der University of Wisconsin. Danach wurde er Präsident der Steiger-Rathke Development Co. sowie Vorstandsmitglied der Oshkosh Motor Lodge Inc. Politisch wurde Steiger Mitglied der Republikanischen Partei. Von 1959 bis 1961 leitete er deren Jugendorganisation im Schulbereich. Zwischen 1960 und 1967 saß er in der Wisconsin State Assembly. 1968 war er Delegierter zur Republican National Convention in Miami Beach, auf der Richard Nixon als Präsidentschaftskandidat der Partei nominiert wurde.
Bei den Kongresswahlen des Jahres 1966 wurde Steiger im sechsten Wahlbezirk von Wisconsin in das US-Repräsentantenhaus in Washington gewählt, wo er am 3. Januar 1967 die Nachfolge des Demokraten John Abner Race antrat. Nach sechs Wiederwahlen konnte er bis zu seinem überraschenden Tod durch einen Herzinfarkt am 4. Dezember 1978 im Kongress verbleiben. Er war erst wenige Wochen vorher in eine neue Legislaturperiode gewählt worden, die er nun nicht mehr antreten konnte. Steiger setzte sich für Steuersenkungen zur Wirtschaftsbelebung ein. Außerdem unterstützte er einige Umweltschutzmaßnahmen. Während seiner Zeit als Kongressabgeordneter endete der Vietnamkrieg. In den Jahren 1973 und 1974 wurde auch die Arbeit des Kongresses von den Ereignissen um die Watergate-Affäre geprägt.